# Войвож (приток Малой Кожвы)
Войвож (устар. Вой-Вож) — река в России, протекает в Республике Коми по территории Печорского района. Длина реки составляет 72 км. Сливаясь с рекой Лунвож, даёт начало Малой Кожве, в 27 км от устья по её левому берегу.

## Притоки
- 31 км: Расъёль (пр)[3]
- 54 км: Лунвож (пр)[4]

## Данные водного реестра
По данным государственного водного реестра России относится к Двинско-Печорскому бассейновому округу, водохозяйственный участок реки — Печора от водомерного поста у посёлка Шердино до впадения реки Уса, речной подбассейн реки — бассейны притоков Печоры до впадения Усы. Речной бассейн реки — Печора.
Код объекта в государственном водном реестре — 03050100212103000063542.